# The Tale of Nokdu
The Tale of Nokdu (hangul: 조선로코-녹두전; rr: Joseolloko Nokdujeon) é uma série de televisão sul-coreana exibida pela KBS2 de 30 de setembro a 25 de novembro de 2019, estrelada por Jang Dong-yoon, Kim So-hyun, Kang Tae-oh e Jung Joon-ho. É baseado no webtoon de Hye Jin-yang, publicado em 2014 no Naver Webtoon.
A emissora KBS suspendeu temporariamente o horário do drama de segunda e terça-feira de dezembro de 2019 a fevereiro de 2020. Atualmente, não há dramas futuros após esta série.
O drama teve classificações médias em todo o país. No entanto, ele capturou o coração da geração Z na Coreia do Sul e foi bem recebido pelos espectadores on-line.

## Enredo
Situada na dinastia Joseon, a série é sobre um homem que se disfarça de mulher para entrar em uma vila misteriosa só para mulheres; e uma jovem que não quer se tornar uma kisaeng.

## Elenco

### Elenco principal
- Jang Dong-yoon como Jeon Nok-du / Lady Kim / Yeon Soo
  - Kim Ji-woo como Jeon Nok-du (jovem)
- Kim So-hyun como Dong Dong-joo / Yoo Eun-seo
  - Cho Ye-lin como Dong Dong-joo / Yoo Eun-seo
- Kang Tae-oh como príncipe Neungyang / Cha Yool-moo
  - Jeon Jin-seo como príncipe Neungyang / Cha Yool-moo (jovem)
- Jung Joon-ho como rei Gwanghae

### Elenco de apoio

#### Pessoas ao redor de Nok-du
- Lee Seung-joon como Jung Yoon-jeo
- Song Geon-hee como Jeon Hwang-tae
- Lee Moon-sik como Hwang Jang-gun
- Ko Gun-han como Yeon Geun
- Park Da-Yeon como Aeng-du

#### Pessoas ao redor de Cha Yool-moo
- Hwang In-yeop como Park Dan-ho
- Kim Lee-kyung como Olan

#### Pessoas ao redor do rei Gwanghae
- Kim Tae-woo como Heo Yoon
- Lee Eun-hyung como oficial Baek Jong
- Park Min-jung como rainha deposta Yu
- Oh Ha-nee como rainha Inmok

#### Kisaengs
- Yoon Yoo-sun como Cheon Hae-soo
- Lee Joo-bin como Mae Hwa-soo

#### Membro do Corpo de Mulheres Virtuosas (Yeollyeodan)
- Yoon Sa-bong como Kang Soon-nyeo
- Hwang Mi-young como Park Bok-nyeo
- Yoon Geum Sun Ah como Lee Mal-nyeon

#### Membro do Corpo de Muwol (Muwoldan)
- Cho Soo-hyang como Kim Ssook
- Song Chae-yoon como Min Deul-re
- Han Ga-rim como No Yeon Boon
- Yang So-min como Ahn Jeong-sook

#### Outros
- Kwon Hyuk

## Trilha sonora

### Parte 1
| Lançado em 1 de outubro de 2019 |                         |                       |         |  |
| N.º                             | Título                  | Artista               | Duração |  |
| 1.                              | "Baby Only You"         | NCT U (Doyoung, Mark) | 3:17    |  |
| 2.                              | "Baby Only You" (Inst.) |                       | 3:17    |  |
| Duração total:                  | Duração total:          | Duração total:        | 6:34    |  |

### Parte 2
| Lançado em 8 de outubro de 2019 |                                     |                |         |  |
| N.º                             | Título                              | Artista        | Duração |  |
| 1.                              | "I'll Be The Light" (빛이 되어줄게) | Younha         | 4:11    |  |
| 2.                              | "I'll Be The Light" (Inst.)         |                | 4:11    |  |
| Duração total:                  | Duração total:                      | Duração total: | 8:22    |  |

### Parte 3
| Lançado em 15 de outubro de 2019 |                   |                   |         |  |
| N.º                              | Título            | Artista           | Duração |  |
| 1.                               | "Miracle"         | Woozi (Seventeen) | 3:39    |  |
| 2.                               | "Miracle" (Inst.) |                   | 3:39    |  |
| Duração total:                   | Duração total:    | Duração total:    | 7:18    |  |

### Parte 4
| Lançado em 21 de outubro de 2019 |                                          |                |         |  |
| N.º                              | Título                                   | Artista        | Duração |  |
| 1.                               | "Most Beautiful Days" (가장 완벽한 날들) | Gummy          | 4:45    |  |
| 2.                               | "Most Beautiful Days" (Inst.)            |                | 4:45    |  |
| Duração total:                   | Duração total:                           | Duração total: | 9:30    |  |

### Parte 5
| Lançado em 22 de outubro de 2019 |                                                    |                |         |  |
| N.º                              | Título                                             | Artista        | Duração |  |
| 1.                               | "Going Round And Round Inside Me" (내 안에 맴돌아) | Sandeul (B1A4) | 3:36    |  |
| 2.                               | "Going Round And Round Inside Me" (Inst.)          |                | 3:36    |  |
| Duração total:                   | Duração total:                                     | Duração total: | 7:12    |  |

### Parte 6
| Lançado em 29 de outubro de 2019 |                            |                |         |  |
| N.º                              | Título                     | Artista        | Duração |  |
| 1.                               | "It Hurts" (아프고 아파서) | Min Seo        | 3:34    |  |
| 2.                               | "It Hurts" (Inst.)         |                | 3:34    |  |
| Duração total:                   | Duração total:             | Duração total: | 7:08    |  |

### Parte 7
| Lançado em 5 de novembro de 2019 |                |                |         |  |
| N.º                              | Título         | Artist         | Duração |  |
| 1.                               | "Scar" (흉터a) | Kim Yeon-ji    | 4:01    |  |
| 2.                               | "Scar" (Inst.) |                | 4:01    |  |
| Duração total:                   | Duração total: | Duração total: | 8:02    |  |

### Parte 8
| Lançado em 9 de novembro de 2019 |                           |                |         |  |
| N.º                              | Título                    | Artista        | Duração |  |
| 1.                               | "Your Warmth" (너의 온기) | Huh Gak        | 4:04    |  |
| 2.                               | "Your Warmth" (Inst.)     |                | 4:04    |  |
| Duração total:                   | Duração total:            | Duração total: | 8:08    |  |

### Parte 9
| Lançado em 11 de novembro de 2019 |                                                 |                |         |  |
| N.º                               | Título                                          | Artista        | Duração |  |
| 1.                                | "Sunshine Wind Starlight" (햇살 바람 별빛 그대) | Park Jae Jung  | 4:01    |  |
| 2.                                | "Sunshine Wind Starlight" (Inst.)               |                | 4:01    |  |
| Duração total:                    | Duração total:                                  | Duração total: | 8:02    |  |

### Parte 10
| Lançado em 11 de novembro de 2019 |                                                   |                |         |  |
| N.º                               | Título                                            | Artista        | Duração |  |
| 1.                                | "The Never Ending Melody" (끝나지 않은 이 멜로디) | Kim Na-yeon    | 3:26    |  |
| 2.                                | "The Never Ending Melody" (Inst.)                 |                | 3:26    |  |
| Duração total:                    | Duração total:                                    | Duração total: | 6:52    |  |

| Disc 2: |                                                  |                |         |  |
| N.º     | Título                                           | Artista        | Duração |  |
| 1.      | "The Fate From Scars" (흉터로 만든 운명)         | 개미           | 1:30    |  |
| 2.      | "Escape"                                         | Yoo Min-ho     | 1:50    |  |
| 3.      | "Destined To Be King" (왕이 될 운명)             | Park Yun-seo   | 2:02    |  |
| 4.      | "Hardship"                                       | Lee Seong-gu   | 1:57    |  |
| 5.      | "Conspiracy" (역모)                              | Park Mi-sun    | 1:32    |  |
| 6.      | "Twisted Choice" (엇갈린 선택)                   | Park Ji-hwan   | 2:01    |  |
| 7.      | "Grey Wind" (잿바람)                             | Junghwan Park  | 1:07    |  |
| 8.      | "The Day When The Sky Opened" (하늘이 열리는 날) | 개미           | 2:27    |  |
| 9.      | "Fate" (운명)                                    | 개미           | 3:08    |  |
| 10.     | "Withstand"                                      | Lee Seong-gu   | 2:00    |  |
| 11.     | "Attack" (습격)                                  | Park Mi-sun    | 1:56    |  |
| 12.     | "Swing" (그네터)                                 | Park Mi-sun    | 3:01    |  |
| 13.     | "The Day of the Battle" (결전의 날)              | Park Ji-hwan   | 1:50    |  |
| 14.     | "Avoid the Rain" (비를 긋다)                     | Park Yun-seo   | 2:48    |  |
| 15.     | "Far Away" (멀어진 길)                           | Park Ji-hwan   | 2:06    |  |
| 16.     | "Sweet Dream" (단꿈)                             | Lee Geon-yeong | 4:14    |  |
| 17.     | "Dark Shadow" (검은 그림자)                      | Park Ji-hwan   | 2:42    |  |
| 18.     | "Perfect Days" (완벽한 날들)                     | 개미           | 4:19    |  |
| 19.     | "Shoes with Flowers" (꽃신)                      | Park Yun-seo   | 4:16    |  |
| 20.     | "First Love"                                     | Yoo Min-ho     | 2:26    |  |
| 21.     | "Light Tread" (가벼운 발걸음)                    | Lee Seong-gu   | 2:45    |  |
| 22.     | "Flower Shaped Rice Cake" (꽃전)                 | Park Mi-sun    | 1:47    |  |
| 23.     | "Village of Widows" (과부촌)                     | Yoo Min-ho     | 1:47    |  |
| 24.     | "Fairytale"                                      | Lee Geon-yeong | 2:38    |  |
| 25.     | "Widow Kim" (김과부)                             | Yoo Min-ho     | 2:05    |  |

## Classificações
- Na tabela abaixo, os números azuis representam as audiências mais baixas e os números vermelhos representam as audiências mais elevadas.
- N/R denota que o drama não foi classificado entre os 20 principais programas diários nessa data.
- N/A indica que a classificação não é conhecida.

| Episódio | Data de transmissão    | Audiência média | Audiência média | Audiência média |
| Episódio | Data de transmissão    | AGB Nielsen     | AGB Nielsen     | TNmS            |
| Episódio | Data de transmissão    | Em todo o país  | Seul            | Em todo o país  |
| -------- | ---------------------- | --------------- | --------------- | --------------- |
| 1        | 30 de setembro de 2019 | 5.6% (14th)     | 5.0% (17th)     | 6.2% (15th)     |
| 2        | 30 de setembro de 2019 | 7.1% (8th)      | 6.3% (9th)      | 8.0% (10th)     |
| 3        | 1 de outubro de 2019   | 6.5% (11th)     | 6.4% (11th)     | 6.1% (14th)     |
| 4        | 1 de outubro de 2019   | 8.3% (5th)      | 8.2% (5th)      | 7.3% (11th)     |
| 5        | 7 de outubro de 2019   | 5.4% (17th)     | 5.3% (19th)     | 5.8% (15th)     |
| 6        | 7 de outubro de 2019   | 7.1% (10th)     | 6.9% (10th)     | 7.3% (13th)     |
| 7        | 8 de outubro de 2019   | 5.8% 16th)      | 5.5% 16th)      | 5.0% (20th)     |
| 8        | 8 de outubro de 2019   | 6.7% (11th)     | 6.5% (12th)     | 6.3% (12th)     |
| 9        | 15 de outubro de 2019  | 5.0% (17th)     | —               | —               |
| 10       | 15 de outubro de 2019  | 6.6% (12th)     | 6.5% (11th)     | 5.4% (14th)     |
| 11       | 21 de outubro de 2019  | 4.3% (NR)       | —               | —               |
| 12       | 21 de outubro de 2019  | 5.9% (14th)     | 5.6% (16th)     | 5.5% (19th)     |
| 13       | 22 de outubro de 2019  | 6.0% (15th)     | 6.1% (15th)     | —               |
| 14       | 22 de outubro de 2019  | 6.2% (13th)     | 6.3% (12th)     | 5.7% (15th)     |
| 15       | 28 de outubro de 2019  | 4.9% (NR)       | —               | 4.7% (NR)       |
| 16       | 28 de outubro de 2019  | 7.3% (11th)     | 6.9% (13th)     | 5.9% (19th)     |
| 17       | 29 de outubro de 2019  | 6.0% (16th)     | 5.7% (16th)     | —               |
| 18       | 29 de outubro de 2019  | 7.4% (8th)      | 7.4% (8th)      | 6.3% (15th)     |
| 19       | 4 de novembro de 2019  | 4.6% (NR)       | —               | —               |
| 20       | 4 de novembro de 2019  | 6.4% (14th)     | 6.3% (16th)     | 6.2% (16th)     |
| 21       | 5 de novembro de 2019  | 4.7% (NR)       | —               | —               |
| 22       | 5 de novembro de 2019  | 6.2% (12th)     | 6.0% (15th)     | 5.5% (17th)     |
| 23       | 11 de novembro de 2019 | 5.1% (18th)     | 5.1% (19th)     | 5.5% (17th)     |
| 24       | 11 de novembro de 2019 | 6.9% (11th)     | 7.0% (12th)     | 6.4% (14th)     |
| 25       | 12 de novembro de 2019 | 5.4% (15th)     | 5.2% (15th)     | 5.7% (15th)     |
| 26       | 12 de novembro de 2019 | 7.7% (6th)      | 7.4% (5th)      | 7.0% (10th)     |
| 27       | 18 de novembro de 2019 | 5.6% (20th)     | 5.9% (19th)     | —               |
| 28       | 18 de novembro de 2019 | 6.5% (14th)     | 6.5% (13th)     | 6.3% (16th)     |
| 29       | 19 de novembro de 2019 | 6.3% (12th)     | 6.2% (14th)     | 5.9% (18th)     |
| 30       | 19 de novembro de 2019 | 7.8% (9th)      | 8.0% (7th)      | 6.9% (13th)     |
| 31       | 25 de novembro de 2019 | 6.0% (17th)     | —               | —               |
| 32       | 25 de novembro de 2019 | 7.3% (11th)     | 6.4% (15th)     | 6.5% (16th)     |
| Média    | Média                  | 6.2%            | —               | —               |

- Em 14 de outubro, a transmissão regular do drama foi cancelada devido ao atraso do jogo de desempate da temporada da Liga KBO de 2019, Kiwoom Heroes vs SK Wyverns.[9]
- Em 22 de outubro, a transmissão regular do drama começou a ser transmitida 40 minutos mais tarde do que o habitual, depois da temporada da Liga KBO de 2019, Kiwoom Heroes vs Doosan Bears.[10]

## Transmissão internacional
O drama está disponível nos serviços de streaming on-line, como Viki, KOCOWA e Viu. O drama não foi exibida na KBS World para espectadores globais.
- Taiwan: friDay影音,[11] LINE TV
- Filipinas: Viu, ABS-CBN (2020)
- Indonésia: Viu
- Singapura: Viu, Singtel E-le
- Tailândia: Viu
- Hong Kong: MyTV SUPER[12]
- Japão: Será exibido a partir de 31 de janeiro de 2020.

## Prêmios e indicações
| Ano  | Prêmio           | Categoria                                     | Indicação                    | Resultado | Ref.                               |
| ---- | ---------------- | --------------------------------------------- | ---------------------------- | --------- | ---------------------------------- |
| 2019 | KBS Drama Awards | Prêmio de excelência, ator em uma minissérie  | Jang Dong-yoon               | Venceu    | [ 13 ] [ 14 ] [ 15 ] [ 16 ] [ 17 ] |
| 2019 | KBS Drama Awards | Prêmio de excelência, atriz em uma minissérie | Kim So-hyun                  | Venceu    | [ 13 ] [ 14 ] [ 15 ] [ 16 ] [ 17 ] |
| 2019 | KBS Drama Awards | Melhor novo ator                              | Kang Tae-oh                  | Venceu    | [ 13 ] [ 14 ] [ 15 ] [ 16 ] [ 17 ] |
| 2019 | KBS Drama Awards | Melhor ator coadjuvante                       | Jung Joon-ho                 | Indicado  | [ 13 ] [ 14 ] [ 15 ] [ 16 ] [ 17 ] |
| 2019 | KBS Drama Awards | Melhor atriz jovem                            | Park Da-Yeon                 | Venceu    | [ 13 ] [ 14 ] [ 15 ] [ 16 ] [ 17 ] |
| 2019 | KBS Drama Awards | Prêmio Netizen                                | Jang Dong-yoon               | Indicado  | [ 13 ] [ 14 ] [ 15 ] [ 16 ] [ 17 ] |
| 2019 | KBS Drama Awards | Prêmio Netizen                                | Kang Tae-oh                  | Indicado  | [ 13 ] [ 14 ] [ 15 ] [ 16 ] [ 17 ] |
| 2019 | KBS Drama Awards | Prêmio Netizen                                | Kim So-hyun                  | Indicado  | [ 13 ] [ 14 ] [ 15 ] [ 16 ] [ 17 ] |
| 2019 | KBS Drama Awards | Melhor casal                                  | Jang Dong-yoon e Kim So-hyun | Venceu    | [ 13 ] [ 14 ] [ 15 ] [ 16 ] [ 17 ] |
| 2019 | KBS Drama Awards | Melhor casal                                  | Jang Dong-yoon e Kang Tae-oh | Indicado  | [ 13 ] [ 14 ] [ 15 ] [ 16 ] [ 17 ] |